# Постдраматичний театр
Постдраматичний театр (нім. «Postdramatisches Theater») — різновид театру, який утворився наприкінці 1960-х років як такий, що прагне справити ефект на глядачів без домінування тексту. Постдрама є реакцією на строкатий світ електронних медіа та поп-культури, що дистанціюється від традиційного драматичного або розмовного театру, відкриваючись для інших художніх, виконавських та медійних жанрів і технік.
Термін був введений театрознавцем Гансом-Тісом Леманом у 1999 році в його однойменній книзі 
«Постдраматичний театр» (нім. Postdramatisches Theater). Леманн розглядає постдраму як нову театральну форму багатоперспективного сприйняття. Постдрама характеризується відходом від домінування детально прописаного тексту п'єс та від його обслуговування театральним колективом, а також використанням та поєднанням різнорідних стилів. У своїх найрадикальніших різновидах постдраматичний театр взагалі не має сюжету в класичному розумінні, а повністю зосереджується на взаємодії між виконавцем та аудиторією.
Постдраматичний театр розвиває постмодерністські філософські (особливо постструктуралістські) дискурси, ставить під сумнів авторство та автентичність, відокремлює комунікацію від суб'єкта та рефлексує самого себе. Постдраматичний театр реагує на соціальні події, обговорює соціальні проблеми — через що часто працює з актуальним — та осмислює соціально-наукові тези та теорії. У постдраматичному театрі поєднуються повсякденні та спеціалізовані дискурси, а також дискурсивно-теоретичні роздуми про театр.